# Čínsko-sovětský rozkol

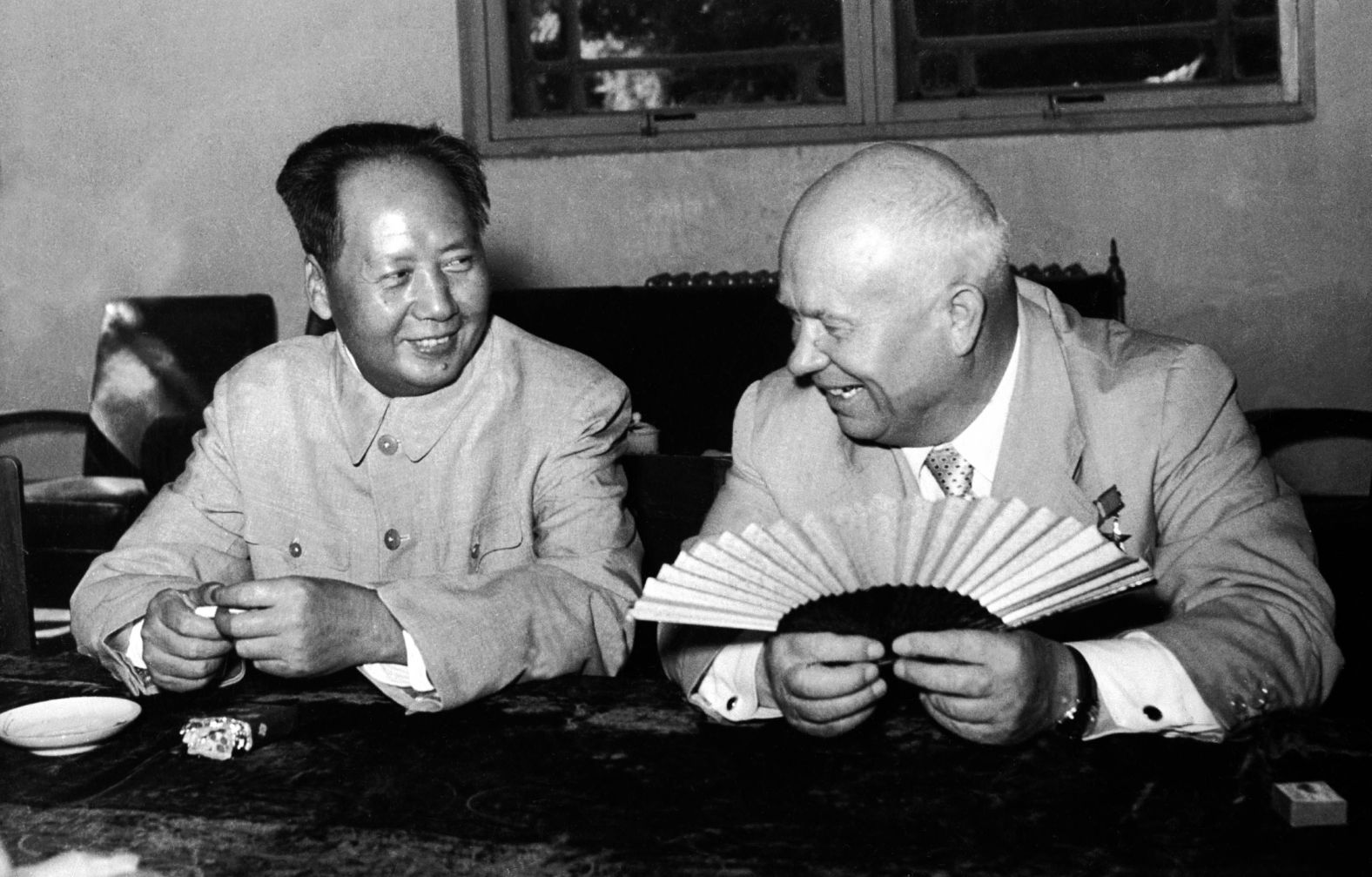
Nikita Chruščov a Mao Ce-tung v roce 1958

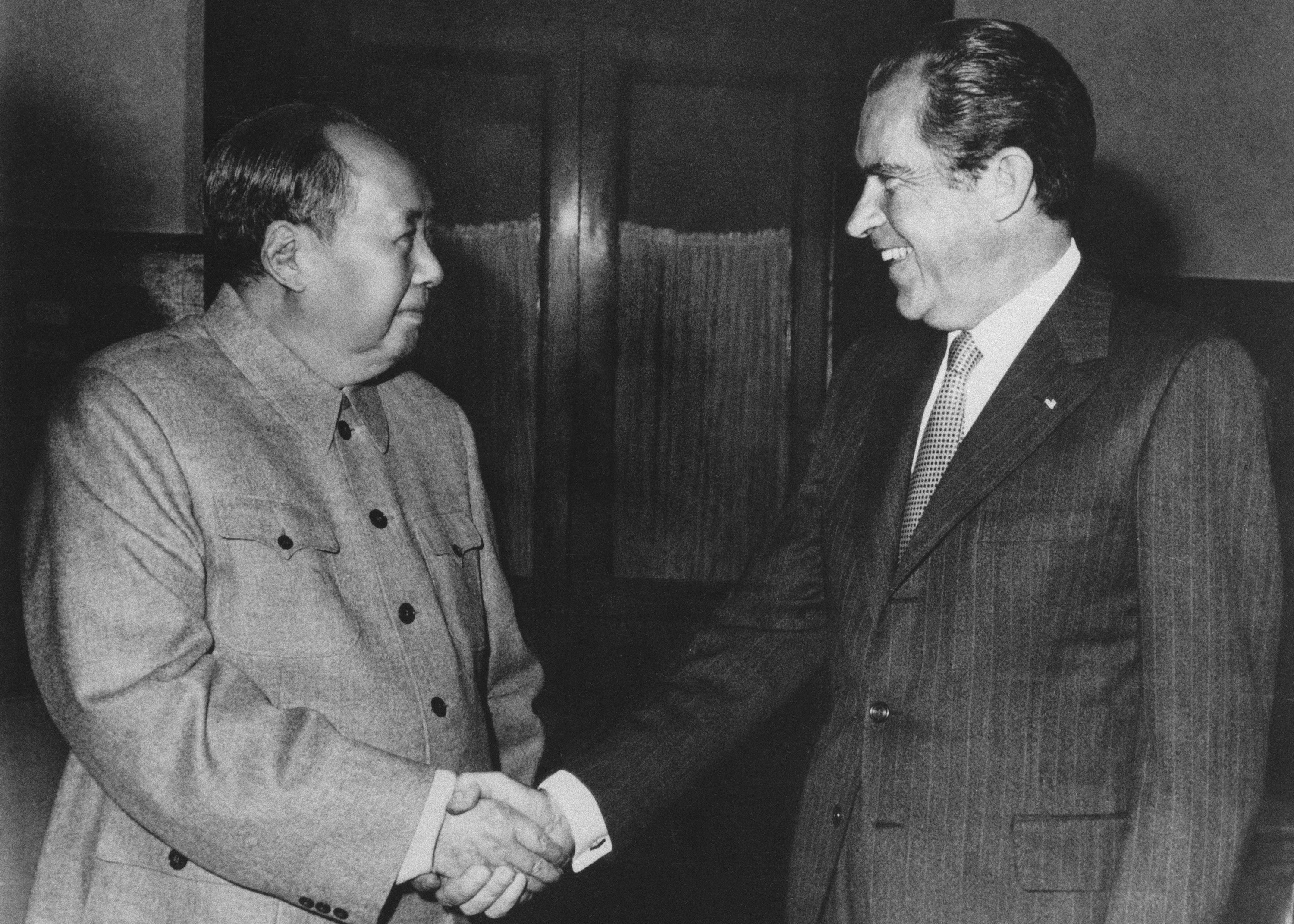
Aby čelil SSSR, setkal se Mao Ce-tung s americkým prezidentem Nixonem a v roce 1972 vzniklo čínsko-americké sblížení.

Čínsko-sovětský rozkol bylo přerušení politických vztahů mezi Čínskou lidovou republikou (ČLR) a Sovětským svazem (SSSR), způsobené doktrinálními rozdíly, které vyvstaly z jejich různých interpretací a praktických aplikací marxismu – leninismu, jak je ovlivnila jejich příslušná geopolitika během studené války (1945–1991). Na konci padesátých a na počátku šedesátých let se čínsko-sovětské debaty o interpretaci ortodoxního marxismu staly konkrétními spory o sovětské politice národní destalinizace a mezinárodním mírovém soužití se západním světem, což Mao Ce-tung označil za revizionismus. Proti tomuto ideologickému pozadí zaujala Čína agresivní postoj vůči Západu a veřejně odmítla politiku SSSR mírového soužití mezi východním a západním blokem. Kromě toho Čína nesnesla užší sovětské styky s Indií a Moskva se obávala, že Mao byl příliš nonšalantní ohledně hrůz jaderné války.
V roce 1956 Nikita Chruščov v projevu O kultu osobnosti a jeho důsledcích odsoudil Stalina a stalinismus a zahájil destalinizaci SSSR. Mao a čínské vedení byli zděšeni, protože ČLR a SSSR se postupně rozcházely ve svých interpretacích a aplikacích leninské teorie. V roce 1961 jejich neřešitelné ideologické rozdíly vyvolaly v ČLR formální vypovězení sovětského komunismu jako díla „revizionistických zrádců“ v SSSR. V zemích východního bloku byla čínsko-sovětská roztržka otázkou, kdo povede revoluci světového komunismu a na koho (Čína nebo SSSR) se předvojové strany světa obrátí s žádostí o politické rady, finanční a vojenskou pomoc. V tomto duchu obě země soupeřily o vedení světového komunismu prostřednictvím předvojových stran v původních zemí v jejich sférách vlivu.
V západním světě přeměnil čínsko-sovětský rozkol bipolární studenou válku na tripolární geopolitickou událost tak důležitou jako stavba Berlínské zdi (1961), zmírnění kubánské raketové krize (1962) a konec války ve Vietnamu (1975), protože rivalita usnadnila Maovi realizaci čínsko-amerického sblížení díky návštěvě amerického prezidenta Richarda Nixona v Číně v roce 1972. Vznikem čínsko-sovětského rozkolu navíc zmizel i koncept monolitického komunismu, tedy západního vnímání toho, že komunistické státy byly společně jednotnými aktéry geopolitiky po druhé světové válce, zejména v období 1947–1950 během války v Indočíně, do které USA zasáhly (1946–1954). Z historického hlediska čínsko-sovětský rozkol usnadnil marxisticko-leninskou reálpolitiku s níž Mao založil tripolární geopolitiku (ČLR – USA – SSSR) pozdního období studené války (1956–1991) a také kvadropolární geopolitiku (ČLR-UK-USA-SSSR) až do Suezské krize v roce 1956.